# إيوان دوميترو
إيوان دوميترو (بالرومانية: Ion Dumitru)‏ هو لاعب كرة قدم ومدرب كرة قدم روماني في مركزي الهجوم والوسط، ولد في 2 يناير 1950 في بوخارست في رومانيا. شارك مع منتخب رومانيا لكرة القدم. أما مع النوادي، فقد لعب مع بولتيهنيكا تيميسوارا ورابيد بوخارست وستيوا بوخارست ويونيفرسيتاتيا كرايوفا.

## وصلات خارجية
- إيوان دوميترو على موقع الاتحاد الدولي (مؤرشف)  (الإنجليزية)
- إيوان دوميترو على موقع قاعدة بيانات كرة القدم.إي يو (الإنجليزية)
- إيوان دوميترو على موقع ناشيونال فوتبول تيمز (الإنجليزية)
- إيوان دوميترو على موقع عالم كرة القدم.نت (الإنجليزية)